# Сейчас или никогда (фильм)
«Сейчас или никогда» (англ. Any Day Now) — фильм режиссёра Трэвиса Файна, сюжет которого основан на реальной истории, которая имела место в 1970-х годах в США.

## Сюжет
Руди — музыкант ночного гей-клуба в  Западном Голливуде. Однажды вернувшись домой, он обнаруживает, что Марко, 14-летний подросток с синдромом Дауна остался один, так как Марианна, мать Марко и соседка Руди, была арестована и отправлена в тюрьму. Руди берет мальчика к себе. После того как мать согласилась временно оставить сына с соседом, Руди и Марко переезжают к Полу, окружному прокурору и партнёру Руди, и начинают жить одной семьёй. Руди и Пол становятся опекунами Марко. Но когда босс Пола узнаёт, что семья геев воспитывает ребёнка, начинается судебная тяжба. Руди и Пол пытаются отстоять своё право стать законными и постоянными опекунами подростка.

## В ролях
| Актёр             | Роль           |
| ----------------- | -------------- |
| Алан Камминг      | Руди           |
| Гаррет Диллахант  | Пол            |
| Джейми Энн Оллман | Мариана        |
| Келли Уильямс     | мисс Флемминг  |
| Фрэнсис Фишер     | судья Мейерсон |
| Минди Стерлинг    | мисс Миллс     |
| Эзра Баззингтон   | Ларри          |

## Отзывы критиков
Фильм получил массу отзывов критиков, в основном положительных. По состоянию на январь 2013 года картина имеет 79 процентов «свежего» рейтинга на сайте Rotten Tomatoes.

## Награды
Фильм получил следующие призы:
- Международный кинофестиваль в Чикаго, 2012 г. — приз зрительских симпатий в номинации «Лучший художественный фильм»
- Международный кинофестиваль в Сиэтле,  2012 г. — призы в номинациях «Лучший актер» (Алан Камминг) и «Лучший фильм»
- Кинофестиваль «Трайбека», 2012 г. — приз зрительских симпатий
- Кинофестиваль Аутфест, 2012 г. — приз зрительских симпатий «Лучшему художественному фильму» и приз Большого жюри «Лучшему актеру в драматическом американском фильме» (Алан Камминг)
- Международный кинофестиваль в Провинстауне, 2012 г. — приз зрительских симпатий
- Кинофестиваль в Вудстоке, 2012 г. — приз зрительских симпатий